# 2006년 한국프로야구
2006년 한국프로야구는 2006년 4월에 시작되었다. 4월 8일 개막식을 시작으로한국프로야구는 10월 2일 시즌을 마친 후 10월 8일 포스트시즌을 시작해 10월 29일 선동열 감독이 이끄는 삼성 라이온즈의 2승으로 끝이 났다.

## 개관
플레이 오프 일정 변경
- 3위 팀과 4위 팀이 준PO거행 (3전 2선승제)
- 2위 팀과 준PO승자간 PO거행 (5전 3선승제)
- 1위 팀과 PO승자간 한국시리즈 거행 (7전 4선승제)

## 선수 이동
시즌 전
- 홍원기 두산 베어스 ↔ 현대 유니콘스 장교성 (2006. 01. 16)
- 강동우 삼성 라이온즈 ↔ 두산 베어스 김창희 강봉규 (2006. 03.29)

시즌 중
- 최경환 이승준 두산 베어스 ↔ 롯데 자이언츠 최준석 김진수 (2006. 05.17)
- 조경환 SK 와이번스 (웨이버) → KIA 타이거즈 (2006.07.05)
- 조현근 두산 베어스 ↔ 삼성 라이온즈 김덕윤 (2006.07.12)

시즌 후
- 강영식 삼성 라이온즈 ↔ 신명철 롯데 자이언츠 (2006.11.21)

## 팀 순위
| 순위 | 팀            | 경기수 | 승 | 무 | 패 | 승률  | 게임차 | 기타 |
| ---- | ------------- | ------ | -- | -- | -- | ----- | ------ | ---- |
| 1    | 삼성 라이온즈 | 126    | 73 | 3  | 50 | 0.593 | 0.0    |      |
| 2    | 현대 유니콘스 | 126    | 70 | 1  | 55 | 0.560 | 4.0    |      |
| 3    | 한화 이글스   | 126    | 67 | 2  | 57 | 0.540 | 6.5    |      |
| 4    | KIA 타이거즈  | 126    | 64 | 3  | 59 | 0.520 | 9.0    |      |
| 5    | 두산 베어스   | 126    | 63 | 3  | 60 | 0.512 | 10.0   |      |
| 6    | SK 와이번스   | 126    | 60 | 1  | 65 | 0.480 | 14.0   |      |
| 7    | 롯데 자이언츠 | 126    | 50 | 3  | 73 | 0.407 | 23.0   |      |
| 8    | LG 트윈스     | 126    | 47 | 4  | 75 | 0.385 | 25.5   |      |

신기록
- 삼성 라이온즈의 양준혁은 14년 연속 세 자리수 안타를 기록하였다.
- 삼성 라이온즈의 오승환은 시즌 최다 세이브 47개를 기록해 진필중의 종전 42개의 기록을 넘어섰다.
- 한화 이글스 류현진은 탈삼진 204개로 신인 최다 탈삼진을 기록하였다.

화제
- 삼성 라이온즈가 2년 연속으로 한국시리즈에서 우승하였다.
- 한화 이글스의 류현진이 투수 부문 3관왕을 달성하면서 신인왕과 최우수 선수상 (MVP)을 동시에 획득하였다.
- 롯데 자이언츠의 이대호가 타자 부문 3관왕을 차지하였다.
- 2006 시즌 홈런왕 이대호의 홈런 개수가 30개를 넘지 않을 만큼 투고타저인 시즌이었다. (1995년 OB 베어스 김상호 선수 이후 첫 30홈런 미만 홈런왕)
- LG 트윈스는 2006년 시즌을 위해 야심차게 메이저 리그 출신 특급 투수 매니 아이바를 용병으로 영입하였다. 그러나 2006년 4월 7일 상무 야구단과의 연습 경기 후 팔꿈치 부상으로 한 게임도 뛰지 못한 채 2006년 5월 16일 방출되고 말았다.
- 5월 18일 롯데 자이언츠가 원정 17연패를 당하자 화가 난 롯데 팬들은 구단 버스를 막고 강병철 감독을 불러 청문회를 가진 사건이 있었다.
- 한화 이글스의 송진우가 8월 29일 광주 무등 경기장에서 열린 KIA 타이거즈와의 경기에서 한국 프로 야구 역사상 처음으로 통산 200승을 거두었다.